# Agrotis nebulosa
Agrotis nebulosa là một loài bướm đêm trong họ Noctuidae.